# Pachycondyla striata
Pachycondylus striata es una especie de hormiga de la subfamilia Ponerinae, extendida por zonas húmedas desde el sur de Brasil hasta Uruguay y el norte de Argentina. Es una hormiga relativamente grande (entre 13,2 y 16,7 mm), agresiva y muy versátil, pues en función de la disponibilidad estacional de alimento puede ser carroñera, depredadora o recolectora de bayas y frutos diversos. Es una hormiga de hábitos diurnos, agresiva, y posee un aguijón venenoso. Es de color negro, y posee un abdomen estriado, alternando franjas lisas y brillantes con franjas pilosas. Sus reinas poseen alas.
Se ha reportado un nematodo (Mermis - Mermithidae) que parasita a esta hormiga.

## Características
Forman colonias pequeñas, en torno a los 240 ejemplares adultos, si bien el tamaño puede variar considerablemente, y fluctúa estacionalmente. Como casi todas las hormigas de la subfamilia Ponerinae, sus hormigueros están poco elaborados y son muy superficiales, siendo raro que superen los 50-60 cm de profundidad. Suelen tener geometría radial y varias salidas (entre 2 y 20), que pueden estar distanciadas entre sí incluso más de 1 m. Las cámaras son de tamaños muy variables, pudiendo tener desde unos pocos centímetros de anchura hasta 30, y alturas desde 2 cm hasta 12. Es habitual que los hormigueros se ubiquen en las raíces de un árbol.
Son una especie territorial y agresiva, que caza individualmente. Las hormigas de otras especies figuran entre sus presas más habituales, e incluso se ha descrito cómo otras especies de hormigas predadoras, como la O. chelifer evitan el enfrentamiento abandonando sus presas en caso de encuentro. 
La colonia está dominada por la reina ponedora, pero tanto las hembras aladas y como el resto de los miembros de la colonia pelean con frecuencia para establecer una jerarquía. Dicha jerarquía y su correspondiente división de funciones parece estar regida fundamentalmente por la edad de los miembros. Los huevos puestos por hembras fértiles distintas a la reina son habitualmente devorados por otros miembros del clan.[cita requerida]
Estas hormigas son más activas en la estación lluviosa, aumentando tanto su actividad como el número de miembros de la colonia. Se ha estimado que la vida media de cada individuo ronda los 75 días. Esta especie ontribuye en gran medida en la expansión de algunas especies vegetales, pues al recolectar semillas y frutos y trasladarlos al hormiguero las depositan en lugares seguros, a salvo de otros consumidores de semillas. Sus hábitos alimenticios no dañan a las semillas, que son almacenadas de forma dispersa en los distintos túneles; algo que facilita su posterior crecimiento.
También se ha descrito que contribuyen notablemente al control poblacional de la garrapata Boophilus microplus.